# Ophiomusium breve
Ophiomusium breve is een slangster uit de familie Ophiolepididae.
De wetenschappelijke naam van de soort werd in 1939 gepubliceerd door Hubert Lyman Clark.